# Andrena
Andrena és un gènere d'himenòpters adscrit a la família Andrenidae. És el gènere més ric en espècies i un dels gèneres d'abelles més nombrós. És de distribució gairebé mundial, exceptuant Oceania i Amèrica del Sud. Compta amb més de 1.300 espècies.
En general són abelles marrons o negres amb pèls abdominals blanquinosos. Malgrat això algunes són vermelloses i unes poques tenen colors metàl·lics verdosos o blavencs. El cos mesura de 8 a 17 mm, els mascles són més petits i prims que les femelles.
En zones de clima temperat mascles i femelles emergeixen de cambres subterrànies a la primavera. Després d'aparellar-se les femelles cerquen llocs on construir els seus nius subterranis. En general prefereixen els sòls sorrencs prop d'algun arbust que protegeixi el niu de les glaçades. Els ous que hi ponen es desenvolupen i passen per diversos estadis larvaris per passar l'hivern en estadi de pre-pupes.